# Momotaro Arena
Le Momotaro Arena (岡山県総合グラウンド体育館) est une salle couverte située à Okayama, au Japon. Elle peut accueillir 11 000 spectateurs.

## Histoire
Il s'agit de la salle où se déroulent les rencontres de volley-ball du championnat du Japon de volley-ball féminin de l'équipe locale des Okayama Seagulls.
Cette salle accueille également plusieurs matchs de la coupe du monde de volley-ball féminin 2011.